# Pan (뉴스리더)
Pan은 여러 운영 체제를 지원하는 뉴스 클라이언트의 하나로, 찰스 커 등이 개발했다. 오프라인 읽기, 다중 서버, 다중 연결, 고속(색인 처리된) 기사 헤더 필터링, 여러 부분 첨부 파일의 다중 저장을 지원한다. 공통 포맷의 이미지들은 인라인으로 볼 수 있다. Pan은 리눅스, FreeBSD, NetBSD, OpenBSD, 오픈솔라리스, 마이크로소프트 윈도우에서 사용 가능한 자유 소프트웨어이다.
Pan은 처음에 Pimp-ass newsreader의 두문자어였다.